# Tugana crassa
Tugana crassa là một loài nhện trong họ Amaurobiidae.
Loài này thuộc chi Tugana. Tugana crassa được Elizabeth Bangs Bryant miêu tả năm 1948.